# Daniela Bräuer
Daniela Bräuer (* 22. September 1984 in Nürnberg als Daniela Schacher) ist eine ehemalige deutsche Fußballspielerin. Sie spielte zuletzt für den Bundesligisten Werder Bremen.

## Karriere
Bräuer begann 1991 bei der DJK Oberasbach, einem Mehrspartenverein aus dem gleichnamigen Ort im mittelfränkischen Landkreis Fürth, mit dem Fußballspielen und wechselte 1997 in die Jugendabteilung des 1. FC Nürnberg. 2003 folgte der Wechsel zur zweiten Mannschaft des FC Bayern München, den sie jedoch nach nur einem Jahr wieder verließ und sich der SpVgg Mögeldorf
anschloss. Im Sommer 2008 wechselte Bräuer zum Bundesligisten Hamburger SV und bestritt in ihrer ersten Saison zwölf Ligapartien für die Hanseatinnen. In der Saison 2009/10 kam sie nur noch einmal in der Bundesliga zum Einsatz und gehörte stattdessen regelmäßig dem Kader der zweiten Mannschaft an. Mit dieser errang sie am Saisonende 2010/11 den Meistertitel in der 2. Bundesliga Nord. Da der Verein die zweite Mannschaft kurz darauf in die Regionalliga zurückzog, wechselte sie zur Saison 2011/12 gemeinsam mit fünf Mitspielerinnen zum FFC Oldesloe 2000.
Nach einer Spielzeit in Oldesloe, in der sie acht Punktspiele bestritt, unterschrieb sie schließlich beim Ligakonkurrenten Werder Bremen. Als Zweitplatzierter der 2. Bundesliga Nord gelang ihr mit den Bremerinnen am Saisonende 2014/15 der Aufstieg in die Bundesliga, da Meister 1. FC Lübars auf einen Aufstieg verzichtete. Ihr letztes Pflichtspiel bestritt sie am 16. Mai 2016 (22. Spieltag) bei der 1:4-Niederlage im Heimspiel gegen den 1. FFC Turbine Potsdam.

## Erfolge
- Länderpokal-Siegerin 1999 (mit der Bayern-Auswahl)
- Meister 2. Bundesliga Nord 2011 (mit dem Hamburger SV II)
- Aufstieg in die Bundesliga 2015 (mit Werder Bremen)